# Virgen del Carmen y Santa Teresita, Montevideo
A Igreja da Virgem do Monte Carmelo e Santa Teresinha de Lisieux (em castelhano:  Iglesia de la Virgen del Carmen y Santa Teresita), também conhecida como Iglesia de los Carmelitas, é uma igreja paroquial católica romana no bairro de Prado, Montevidéu, Uruguai.
A igreja foi construída em estilo neogótico pelos arquitetos Guillermo Armas e Albérico Isola,  entre 1929 e 1954. Foi guardada pelas Carmelitas até 1995, depois foi arrendada à Arquidiocese.  A igreja é dedicada a Nossa Senhora do Monte Carmelo e Santa Teresinha de Lisieux . 
A paróquia foi fundada em 8 de setembro de 1962. 